# Inkoustové srdce
Inkoustové srdce (německý originál Tintenherz) je fantasy román pro děti od německé spisovatelky Cornelie Funkeové z roku 2003, v češtině poprvé vyšel v roce 2005. Je to první díl trilogie, následují Inkoustová krev a Inkoustová smrt. V roce 2008 byl podle knihy natočen film Inkoustové srdce. Kniha se 19 týdnů držela na prvních příčkách v žebříku prodeje v USA.

## Obsah díla
Hlavními postavami knihy jsou Mortimer Folchart a jeho dcera Meggie. Mo pracuje jako knihvazač. Mortimer má přezdívku Kouzelný jazyk, protože dokáže při čtení nahlas vyčíst z knih jejich postavy. Tuto svou zvláštnost poprvé objevil o Vánocích, kdy byla ještě Meggie malá a Mo předčítal manželce Tereze z knihy Inkoustové srdce. Během předčítání ovšem jeho žena zmizela a objevili se záporné postavy z knihy, bandita Kozoroh, jeho pomocník Basta a kejklíř a polykač ohňů Prašprst. Dceři, která se později po mamince začala ptát tvrdil, že Tereza odešla za svými sny. Mortimer pátrá po knize, ve které se mu Tereza ztratila. Po 12 letech ji najde v jednom německém antikvariátu a výtisk zakoupí. Od té doby jej Prašprst pronásleduje, chce se vrátit do svého světa. V zoufalosti se obrátí na Kozoroha. Od té doby se musí Mo s Meggie schovávat a stále stěhovat. Kozoroh je však vypátrá a zajme i Meggiinu tetu Elinor. Stávají se z nich vězni v Kozorohově nynějším sídle v opuštěné vesnici uprostřed Itálie. Kozoroh po Mortimerovi chce, aby mu z knih vyčetl poklady. Aby se nemohl vrátit do Inkoustového srdce, sežene všechny výtisky této knihy a před Mortimerem je spálí. Prašprst, kterého Kozoroh podvedl, pomůže rodině Folchartových uprchnout. Najdou autora knihy Fenoglia, je jejich poslední nadějí, věří, že by mohl mít ještě nějaký výtisk své knihy. Skupinku doprovází ještě chlapec Farid, kterého Kouzelný jazyk vyčetl z pohádky o Ali Babovi. Fenoglio ovšem žádné výtisky knihy nemá, ukradli mu je před několika lety během výstavy. Avšak je jim ochoten pomoci. Kozoroh je vypátrá a znovu uvězní. Fenoglio se podřekne a bandita zjistí, že dar zhmotnit postavy z knih podědila Moova dcera Meggie. Kozoroh po ní chce, aby mu přivolala děsivý přízrak Stín. Prašprst zjistí, že Meggie je také magický vypravěč a rozhodne se ji zachránit. Mimo to zjistí, že jedna z Kozorohových služek Resa, je matkou Meggie, kterou z Inkoustového srdce vyčetl Darius, ovšem Resa vyšla z knihy němá. Je nevyhnutelné, že Meggie se bude muset zúčastnit obřadu, při kterém by měla přitáhnout Stín. Fenoglio ovšem vymyslí plán, kdy danou část Inkoustového srdce přepíše tak, aby zlé postavy z knihy zmizely. Meggie ve vězení zjistí, že Resa je její matka. Obřad se podaří, opuštěnou vesnici potká zkáza, ale Basta se zachrání. Celá rodina Flochartových se vrací domů.